# Gregor Fels
Gregor Fels (* 1946) ist ein deutscher Chemiker (Organische Chemie).

## Leben
Fels studierte Chemieingenieurwesen und Chemie an der Universität Münster und wurde dort 1977 mit einer Dissertation über Naturstoffchemie promoviert. Als Post-Doktorand war er anderthalb Jahre an der University of California, Berkeley und war dann bis 1986 in einer interdisziplinären Forschungsgruppe am Max-Planck-Institut für molekulare Physiologie in Dortmund, die interzelluläre Kommunikation der Acetylcholinrezeptoren erforschte (mit der Alzheimer-Krankheit als Hintergrund). Danach war er bei der WASAG in der Industrie (Sprengstoff-Herstellung), zuletzt als Prokurist und Produktionsleiter. 1993 wurde er Professor für Organische Chemie in Paderborn.
Er befasste sich mit Ökologie von Rüstungsaltlasten und der Funktion biologischer Makromoleküle und Steuerung molekularer Vorgänge. Dabei verwendete er computergestützte Methoden der Molekularen Modellierung, QM/MM (kombinierte quantenmechanische/molekülmechanische Verfahren) und Molekulardynamik in Verbindung mit experimentellen Arbeiten.
Fels befasste sich auch mit Multimedia-Methoden, interaktiven Methoden in Vorlesungen und E-Learning in der Chemie-Pädagogik.
Er war 1993 bis zur Emeritierung 2011 Professor für Organische Chemie an der Universität Paderborn.
Als Auslandsbeauftragter des Fachbereichs Chemie in Paderborn organisierte er die Zusammenarbeit mit der  Qingdao University of Science and Technology.